# حديقة بلاكبرايس الوطنية
بلاكبرايس هي حديقة وطنية في ولاية كوينزلاند، أستراليا، 1265 كم شمال غرب بريزبان.